# Гіхо-де-Гранаділья
Гіхо-де-Гранаділья (ісп. Guijo de Granadilla) — муніципалітет в Іспанії, у складі автономної спільноти Естремадура, у провінції Касерес. Населення — 620 осіб (2010).
Муніципалітет розташований на відстані близько 210 км на захід від Мадрида, 80 км на північ від Касереса.
На території муніципалітету розташовані такі населені пункти: (дані про населення за 2010 рік)
- Гіхо-де-Гранаділья: 620 осіб
- Пантано-де-Габрієль-і-Галан: 0 осіб

## Демографія
Динаміка населення (INE ):